# Сохо (Мангеттен)

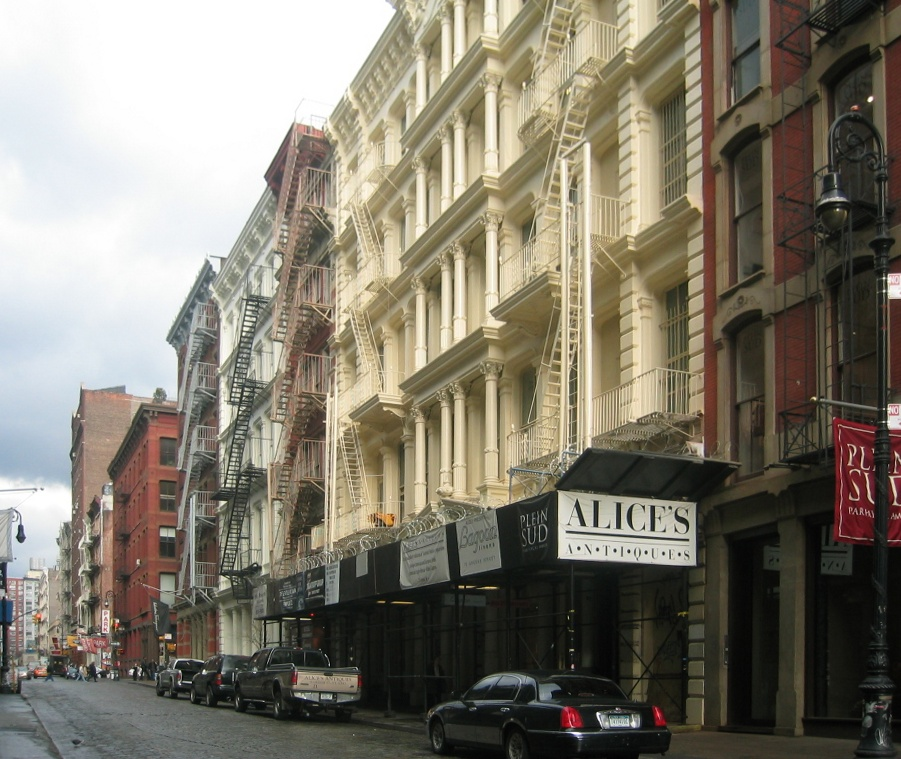
Металевий дім на вулиці Грін (Greene Street)

Со́хо (англ. SoHo) — житловий район, розташований в районі Мангеттен в Нью-Йорку, займає територію від Х'юстон-стріт на півночі до Канал-стріт на півдні й від Лафайєт-стріт на сході до Варік-стріт на заході. Відомий своїми будівлями XIX століття з чавунними елементами, наявністю безлічі галерей, магазинів, кафе, ресторанів і готелів, популярний серед туристів.
Сохо — це колишній виробничий район, в якому в XIX столітті перебували текстильні фабрики. До середини 80-х років XX століття тут розташовувалися художні галереї, тоді Сохо перетворився на місце паломництва художньої богеми Нью-Йорка, а виробничі склади були перероблені в житлові апартаменти.

## Походження назви
Сохо — скорочення від South of Houston Street — «на південь від Х'юстон-стріт». Ця назва виникла в 1968 році, коли художники, які бажають отримати дозвіл на легальне проживання в виробничому районі, у своїй заяві в Департамент міського планування Нью-Йорка вказали межі проживання в районі й назву So. Houston. Цьому прикладу скорочення назви пішли й інші райони Нью-Йорка, такі як NoHo (скорочення від North of Houston Street — «на північ від Х'юстон-стріт»), Трайбека англ. TriBeCa (Triangle Below Canal Street — «Трикутник південніше Канал-стріт»), Nolita (North of Little Italy — «на північ від Маленької Італії»), DUMBO (Down Under the Manhattan Bridge Overpass — «Шляхопровід, що проходить під мостом Мангеттена»).